# Hayao Miyazaki

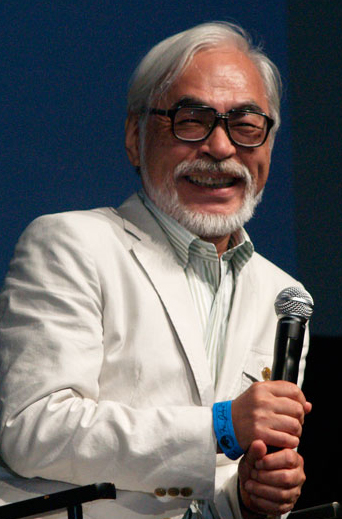
Hayao Miyazaki na San Diego Comic-Con 2009

Hayao Miyazaki (jap. 宮崎 駿 Miyazaki Hayao; ur. 5 stycznia 1941 w Tokio) – japoński reżyser filmów anime, rysownik i mangaka.

## Życiorys
Urodził się w tokijskiej dzielnicy Bunkyō, w jej części o nazwie Akebono. Jego ojcem był Katsuji Miyazaki (1915–1993), dyrektor fabryki Miyazaki, produkującej części do samolotów wojskowych, m.in. do myśliwców „Zero”. Jego matka (1912–1983) była surową intelektualistką – jej syn Shirō stwierdził, że Dola w filmie Laputa – podniebny zamek przypomina mu jego matkę pod względem charakteru. Hayao ma trzech braci: najstarszego Aratę (ur. 1939), Yutakę (ur. 1944) i najmłodszego Shirō (ur. 1945).

### Edukacja
W 1947 roku Hayao rozpoczął naukę w szkole podstawowej w Utsunomiyi. Pozostał tam do trzeciej klasy, kiedy jego rodzina powróciła do tokijskiej dzielnicy Suginami. Uczęszczał tam do szkoły podstawowej Omiya Suginami, a następnie w piątej klasie został przeniesiony do nowo wybudowanej szkoły podstawowej Eifuku.
W tym czasie jego matka chorowała na gruźlicę – przykuta była do łóżka w latach 1947–1955. Pierwsze lata choroby spędziła w szpitalu. Film Mój sąsiad Totoro z 1988 roku jest hołdem złożonym jego matce.
W latach 1953–1958 Miyazaki uczęszczał kolejno do gimnazjum Omiya i szkoły średniej Toyotama. W trzeciej klasie zobaczył pierwszy kolorowy film anime zatytułowany Hakuja den i zaczął się interesować tym rodzajem sztuki. Postanowił zostać rysownikiem komiksów. Dotychczas rysował tylko samoloty i statki, nie potrafił natomiast malować ludzi.
W 1959 roku dostał się na Uniwersytet Gakushūin, który ukończył w 1963 roku, uzyskując stopnie w naukach politycznych i ekonomii. Na uczelni przyłączył się do młodzieżowego klubu naukowo-literackiego, który był odpowiednikiem obecnych stowarzyszeń wielbicieli komiksów.

### Twórczość
W 1963 roku Hayao ukończył naukę na Uniwersytecie Gakushūin i znalazł pracę w Tōei Dōga, zajmującej się animacjami. Po trzymiesięcznym treningu zajął się produkcją pierwszego przedsięwzięcia, zatytułowanego Wanwan chūshingura – po którym został przeniesiony do pracy nad pierwszym animowanym serialem telewizyjnym, Wolf Boy Ken. Hayao mieszkał wówczas w dzielnicy Nerima w Tokio.
Rok później Hayao został głównym sekretarzem związku robotniczego Tōei Dōga (Isao Takahata był wiceprezesem). W tym czasie zaczął spotykać się ze swoją współpracownicą, Akemi Ōtą.
Jesienią 1965 roku Hayao zaczął pomagać Takahacie, który przyłączył się do zespołu pracującego nad filmem Taiyō no ōji: Horusu no daibōken. Sądząc, że jest to ostatnia szansa do prac nad tego typu filmem długometrażowym, zanim zostanie on przejęty przez telewizję, Hayao zawarł porozumienie z Takahatą (reżyserem) i Yasuo Otsuką (kierownikiem animacji), że będą pracować razem, dopóki nie ukończą filmu.
Prace nad Taiyō no ōji: Horusu no daibōken zostały ukończone w 1968 roku. W tym czasie Akemi pracowała nad długometrażowym filmem Puss in Boots, przy którym Hayao był głównym animatorem.
W tym samym roku Akemi wsparła kolejny film, w którym Hayao był głównym animatorem – Sora tobu yūreisen.

### Nowe wyzwania
W 1971 roku Hayao odszedł od Tōei Dōga oraz przeszedł wraz z Takahatą i Yōichim Kotabe do studia A-pro. W lipcu 1973 zespół Miyazaki/Takahata/Otabe odszedł od A-pro i przeszedł do Zuiyo Pictures. W sierpniu tego samego roku Hayao poleciał do Szwajcarii w poszukiwaniu inspiracji do produkcji Arupusu no shōjo Haiji.
W 1975 roku Hayao wyjechał w poszukiwaniu scenerii, tym razem do Argentyny – w celu przygotowania filmu Haha wo tazunete sanzenri. W 1980 roku został głównym instruktorem dla nowych animatorów w Telecom. Zarządzał wtedy pracami nad 145. i 155. odcinkiem serialu telewizyjnego Lupin III pod pseudonimem jego firmy – Telecom.
Prace nad filmem Nausicaä z Doliny Wiatru rozpoczęły się w 1983 roku. W maju Takahata został producentem filmowym, Topcraft zostało wybrane na miejsce powstania filmu. Najmłodszy brat Hayao, Shirō, pracował dla Hakuhōdo (drugiej co do wielkości agencji reklamowej w Japonii) – fakt współpracy Hakuhōdo i Tokumy nad owym przedsięwzięciem nie wydawał się zaskakujący – w sierpniu zmarła matka Hayao w wieku 71 lat. Prace nad Nausicą zostały rozpoczęte miesiąc później.

### Własne studio
W kwietniu 1984 Miyazaki, Takahata i Suzuki założyli własne studio w dzielnicy Suginami. Każdy kolejny film, według słów Miyazakiego, jest jego ostatnim (po Księżniczce Mononoke). Fani na całym świecie mają nadzieję, że twórca będzie ciągle wracał do prac nad kolejnymi animacjami.

### Późne dzieła
Jeden z najnowszych filmów Hayao Miyazakiego to Zrywa się wiatr (jap. 風立ちぬ Kaze tachinu), opowiadający historię japońskiego inżyniera Jirō Horikoshiego, projektanta Mitsubishi A5M i jego następcy Mitsubishi A6M „Zero” – samolotów wykorzystywanych przez lotnictwo floty japońskiej w walkach podczas II wojny światowej. Nominowany do Oscara w kategorii najlepszy film animowany oraz najlepiej zarabiający film roku 2013 w Japonii przyniósł dochód rzędu 11,6 miliarda jenów. Premiera filmu odbyła się 20 lipca 2013 (w Polsce – 29 sierpnia 2014).
Mimo że ta produkcja miała być ostatnim filmem w reżyserii Hayao Miyazakiego, w 2015 roku reżyser na prośbę fanów zaczął pracę nad nowym, krótkometrażowym filmem, zatytułowanym Boro The Caterpillar, którego premiera odbyła się 21 marca 2018.

## Życie prywatne
W październiku 1965 Hayao Miyazaki zawarł związek małżeński z Akemi Ōtą, z którą ma dwoje dzieci. Jedno z nich urodziło się w styczniu 1967, natomiast drugie – w kwietniu 1969.

## Filmografia
Produkcje Studia Ghibli, reżyserowane przez Hayao Miyazakiego:
- 1979: Zamek Cagliostro (Rupan sansei: Kariosutoro no shiro)
- 1984: Nausicaä z Doliny Wiatru (Kaze no tani no Naushika)
- 1986: Laputa – podniebny zamek (Tenkū no shiro Rapyuta)
- 1988: Mój sąsiad Totoro (Tonari no Totoro)
- 1989: Podniebna poczta Kiki (Majo no takkyūbin)
- 1992: Szkarłatny pilot (Kurenai no buta)
- 1995: On Your Mark
- 1997: Księżniczka Mononoke (Mononoke hime)
- 2001: Spirited Away: W krainie bogów (Sen to Chihiro no kamikakushi)
- 2004: Ruchomy zamek Hauru (Hauru no ugoku shiro)
- 2008: Ponyo
- 2013: Zrywa się wiatr (Kaze tachinu)
- 2018: Boro the Caterpillar (Kemushi no Boro)
- 2023: Chłopiec i czapla (Kimitachi wa dô ikiru ka)

## Nagrody i wyróżnienia
- Nagroda Asahi (2001)[8]
- Oscar za najlepszy pełnometrażowy film animowany za Spirited Away: W krainie bogów (2002)
- Złoty Niedźwiedź za Spirited Away: W krainie bogów (2002)
- Honorowy Złoty Lew (2005)
- Zasłużony dla kultury (2012)[9]
- Honorowy Oscar (2015)
- Kawakita Award (2020)[10][11]
- Oscar za najlepszy pełnometrażowy film animowany za Chłopiec i czapla (2024)